# Melanie Brügel
Melanie Brügel (* 1965) ist eine deutsche Drehbuchautorin aus München.

## Leben
Melanie Brügel absolvierte von 1985 bis 1992 ein Regiestudium an der Hochschule für Fernsehen und Film München. Danach wurde sie als Regisseurin und Autorin für Fernseh-Reportagen aktiv, ab 2000 aber wurde sie ausschließlich als Drehbuchautorin tätig. Zu ihren Arbeiten gehören Fernsehfilme und Serien, wie Kommissar Stolberg oder die Reihe Bella. 

## Filmografie (Auswahl)
- 1993: Ein Sommertagstraum
- 2004: Im Zweifel für die Liebe
- 2009–2010: Kommissar Stolberg (Fernsehserie, 2 Folgen)
- 2010: Bella Vita
- 2012: Clarissas Geheimnis
- 2012: Bella Australia
- 2012: Das Duo: Tote lügen besser
- 2013: Bella Familia – Umtausch ausgeschlossen
- 2014: Bella Amore – Widerstand zwecklos
- 2018: Chaos-Queens: Lügen, die von Herzen kommen
- 2022: Lena Lorenz: Mutterliebe
- 2023: Mein Vater, der Esel und ich